# بلانش روبنسون
بلانش روبنسون (بالإنجليزية: Blanche Robinson)‏ هي عازفة بيانو وملحنة أمريكية، ولدت في 18 مايو 1883، وتوفيت في 19 أغسطس 1969.